# Ary Ventura Vidal
Ary Ventura Vidal (Rio de Janeiro, 28 dicembre 1935 – Rio de Janeiro, 28 gennaio 2013) è stato un allenatore di pallacanestro brasiliano.

## Carriera
Alla guida del Brasile ha vinto i FIBA Americas Championship 1988, i X Giochi panamericani, i FIBA South American Championship 1977 e i FIBA South American Championship 1985. Nel suo palmarès figurano anche: l'argento ai FIBA South American Championship 1979; il bronzo ai Mondiali 1978, agli VIII e ai XII Giochi panamericani, ai FIBA South American Championship 1987 e ai FIBA South American Championship 1995 e ai FIBA Americas Championship 1995. Complessivamente da capo allenatore della selezione brasiliana ha disputato 124 partite, vincendone 92.
Nel biennio 1965-1966 ha allenato la Nazionale femminile, con cui ha preso parte ai Mondiali 1967.